# Mykoła Borysenko
Mykoła Mychajłowycz Borysenko (ukr. Микола Михайлович Борисенко, ur. 25 listopada 1918 w Nieżynie, zm. 8 maja 1980 w Kijowie) – radziecki i ukraiński polityk, członek KC KPZR (1976–1980), członek Biura Politycznego KC KPU (1973–1980).
W 1941 ukończył Charkowski Instytut Zootechniczny, 1941–1946 w Armii Czerwonej, w latach 1946–1952 zootechnik w sowchozie w obwodzie charkowskim i dyrektor sowchozu w obwodzie czernihowskim. Od 1943 w WKP(b), w latach 1952–1955 zarządca trustu w Czernihowie, od 1955 przewodniczący komitetu wykonawczego czernihowskiej rady rejonowej, w 1961 szef obwodowego zarządu gospodarki rolnej w Czernihowie. Od 1961 do grudnia 1962 przewodniczący Komitetu Wykonawczego Rady Obwodowej w Czernihowie, od 30 września 1961 do 15 marca 1966 zastępca członka, a od 18 marca 1966 do śmierci członek KC KPU. Od stycznia 1963 do 29 kwietnia 1970 I sekretarz Czernihowskiego Komitetu Obwodowego KPU (od stycznia do grudnia 1964: Czernihowskiego Wiejskiego Komitetu Obwodowego KPU), od 1 kwietnia 1970 do śmierci sekretarz KC KPU, od 1 kwietnia 1970 do 14 września 1973 zastępca członka, następnie do śmierci członek Biura Politycznego KC KPU. Deputowany do Rady Najwyższej ZSRR od 7 do 10 kadencji.

## Odznaczenia
- Order Lenina (trzykrotnie)
- Order Rewolucji Październikowej
- Order Czerwonego Sztandaru Pracy (dwukrotnie)